# Deride
Deride (engl. für verspotten) ist eine norwegische Metal-Band.

## Geschichte
Die Band wurde im Herbst 1995 gegründet vom Sänger Børre H. Michelsen, dem Gitarristen Ole Walaunet, dem Bassisten Johan Alme und dem Schlagzeuger Kjetil Greve gegründet. In den folgenden zwei Jahren spielte die Band zahlreiche Konzerte, darunter eines im Vorprogramm von Entombed. 1998 veröffentlichte die Band ihr selbst betiteltes Demo. Lieder davon wurde in verschiedenen norwegischen Radiostationen gespielt.
Ein Jahr später verließen Michelsen und Alme die Band. Erst Ende 1999 fand die Band mit „Frediablo“ einen neuen Sänger. Mit ihm nahm die Band drei neuen Lieder auf, die der Band einen Vertrag mit dem US-amerikanischen Plattenlabel The Music Cartel einbrachte. Das Debütalbum Scars of Time wurde im Juni 2001 veröffentlicht. Ein Jahr später folgte das zweite Album First Round Knockout. Auf beiden Alben spielte Ole Walaunet den Bass ein.
Es folgte eine längere Auszeit. Sänger „Frediablo“ und Ole Walaunet waren in den 2000er Jahren in der Band Grimfist aktiv, während Kjetil Greve in der Band Audrey Horne spielt. Anfang 2012 meldeten sich Deride mit den neuen Mitgliedern Per Helge Lande (Gesang) und Tony Vetaas (Bass) zurück. Die Band unterzeichnete einen Vertrag mit Massacre Records, die Ende April 2012 das dritte Studioalbum The Void veröffentlichen.

## Diskografie
- 1998: Deride (Demo)
- 2001: Scars of Time
- 2002: First Round Knockout
- 2012: The Void